# Stanisław Sojczyński

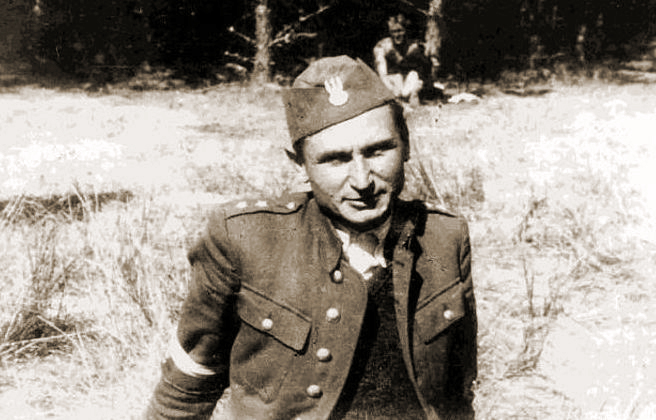
Stanisław Sojczyński „Warszyc” w sierpniu 1944

Stanisław Michał Sojczyński ps. Warszyc, Wazbiw, Wojnar, Świrski, Awr, Zbigniew (ur. 30 marca 1910 w Rzejowicach, zm. 19 lutego 1947 w Łodzi) – kapitan piechoty Armii Krajowej, organizator i dowódca Konspiracyjnego Wojska Polskiego.

## Życiorys

### Dzieciństwo i młodość
Był jednym z sześciorga dzieci chłopskiej rodziny Michała i Antoniny Sojczyńskich. Po ukończeniu szkoły powszechnej w Rzejowicach, uczęszczał do Państwowego Seminarium Nauczycielskiego w Częstochowie. Nie był wyróżniającym się uczniem, ale nadrabiał to pracowitością i sumiennością. Był także redaktorem pisma „Ogniwo”.
W 1932 r. po ukończeniu szkoły, rozpoczął służbę wojskową w 27 pułku piechoty w Częstochowie, gdzie ukończył Dywizyjny Kurs Podchorążych Rezerwy Piechoty. W dniu 1 stycznia 1936 r. został przeniesiony do rezerwy w stopniu podporucznika. Od 1934 pracował jako nauczyciel w szkole powszechnej w Borze Zajacińskim koło Częstochowy. Uczył języka polskiego. Działał wówczas w Związku Nauczycielstwa Polskiego i Związku Strzeleckim.

### Udział w kampanii wrześniowej i konspiracji
Po wybuchu wojny stawił się do punktu mobilizacyjnego w Łodzi. Walczył w kampanii wrześniowej, jako podporucznik w okolicach Hrubieszowa w składzie Grupy „Kowel” dowodzonej przez pułkownika dyplomowanego Leona Koca. Po niepowodzeniach w walkach koło Janowa Lubelskiego został rozbrojony przez żołnierzy Armii Czerwonej. Uniknął jednak niewoli i pod koniec września 1939 r. próbował przedrzeć się do Warszawy, aby wziąć udział w jej obronie, jednak bezskutecznie.
Po upadku stolicy postanowił wrócić do Rzejowic, gdzie szybko włączył się do pracy konspiracyjnej wciągnięty przez swojego nauczyciela ze szkoły powszechnej Aleksandra Stasińskiego „Kruka”. Jesienią 1939 r. został członkiem Służby Zwycięstwu Polski pod pseudonimem „Wojnar” (później używał także pseudonimów „Zbigniew” i „Warszyc”). Przystąpił wówczas do organizowania Podobwodu SZP, a następnie ZWZ Rzejowice, który wkrótce stał się jednym z najlepiej zorganizowanych rejonów konspiracyjnych. Jako sprawny organizator przyciągał wielu chętnych do podziemia. Z tego powodu jeszcze w 1939 r. porucznik Sojczyński został komendantem Podobwodu Rzejowice AK, a od października 1942 r. pełnił także funkcję zastępcy komendanta Obwodu Radomsko AK, będąc jednocześnie szefem Kierownictwa Dywersji (Kedywu) w Obwodzie. Szybko okazało się, że ma duże zdolności dowódcze. Do jego największych osiągnięć należało zaatakowanie w nocy z 7 na 8 sierpnia 1943 niemieckiego więzienia w Radomsku. W wyniku przeprowadzonej akcji uwolniono około 50 osób: ponad 40 Polaków i 11 Żydów, w tym 12 członków lub współpracowników AK, a oddział zdołał się wycofać z miasta z minimalnymi stratami. Podwładni Sojczyńskiego przeprowadzili także udany zamach na szefa radomszczańskiego Gestapo. Za tę akcję porucznik Stanisław Sojczyński został odznaczony Krzyżem Srebrnym Orderu Wojennego Virtuti Militari. Wkrótce utworzył pierwszy na terenie obwodu oddział partyzancki, którym dowodził do listopada 1943. W czasie akcji „Burza” dowodził I batalionem 27 pułku piechoty AK, staczając na terenie powiatu Radomsko, wchodzącego w skład Inspektoratu Częstochowskiego AK, wiele potyczek z Niemcami.
W styczniu 1945 r. Sojczyński otrzymał awans na stopień kapitana. Pod koniec wojny wyrażał rozczarowanie postawą dowództwa AK, które nie zapewniało zaopatrzenia w pieniądze, odzież i broń, co powodowało dezercje i demoralizacje. Krytykował także brak jasnej strategii działania wobec Sowietów. We wrześniu 1944 r. dwóch żołnierzy z oddziału Sojczyńskiego zostało rozstrzelanych przez partyzantów Armii Ludowej, a dwa miesiące później sześciu ludzi AL i oficera służb bezpieczeństwa rozstrzelali ludzie Sojczyńskiego. Owi aelowcy z ich oficerem, Bronisławem Krogulcem zostali schwytani podczas jednego z bandyckich napadów na ludność, wcześniej też ostrzelali oddział AK. Sojczyński zawiesił do wyjaśnienia sprawy dowódcę oddziału zamieszanego w akcję. Również w listopadzie 1944. ostrzegł kpr. pchor. Tadeusza Różewicza ps. Satyr o tym, że został przez przełożonych oskarżony o propagowanie komunizmu. Ostrzeżony Różewicz potajemnie opuścił oddział.
Dzięki zaangażowaniu w sprawy żołnierzy cieszył się dużym zaufaniem podwładnych, starał się nie ryzykować niepotrzebnie życia swoich ludzi i cywilów, ujmował się za podwładnymi przed swoimi zwierzchnikami, jednocześnie dużą wagę przywiązywał do dyscypliny, zakazywał hazardu i dyskusji politycznych, a picie alkoholu ograniczał.

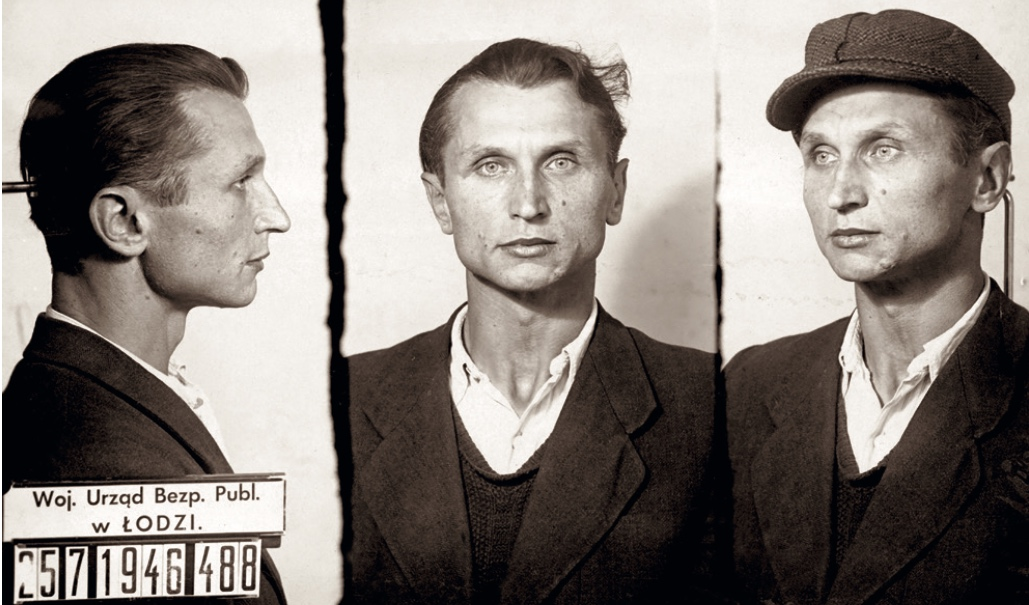
Stanisław Sojczyński „Warszyc” – zdjęcie wykonane po aresztowaniu przez MBP w 1946

### Walki z komunistycznymi siłami bezpieczeństwa w składzie Konspiracyjnego WP
Podczas pochodu Armii Czerwonej na Berlin, kapitan Stanisław Sojczyński nie złożył broni. Poszukiwany przez sowiecki aparat bezpieczeństwa, który zaraz po wkroczeniu Armii Czerwonej zaczął aresztowania dowódców AK, poczuł się on odpowiedzialny za losy swoich byłych podwładnych. Jego lojalna postawa wobec podwładnych z czasów AK sprawiła, że nie miał problemów z ponownym sformowaniem oddziału.
Wiosną 1945 zaczął ponownie zbierać swoich dawnych żołnierzy, nawiązał także kontakty z innymi oddziałami zbrojnymi, stawiającymi opór pepeerowcom. 3 kwietnia 1945 wydał rozkaz, w którym nakazał byłym podkomendnym wznowienie działalności konspiracyjnej. Na bazie dowodzonego przez siebie podczas wojny 1 batalionu 27 Pułku Piechoty AK w maju 1945 w Radomsku utworzył konspiracyjną organizację, która początkowo nosiła kryptonim „Manewr”, następnie „Walka z Bezprawiem”, a od 8 stycznia 1946 przyjęła nazwę „Samodzielna Grupa Konspiracyjnego Wojska Polskiego” o kryptonimie „Lasy”, „Bory”. Organizacja ta, licząca ok. 4 tysięcy członków, działała w województwach: łódzkim, częściowo kieleckim, śląskim oraz poznańskim. Przekształcenie organizacyjne wynikało z rozwoju stanu liczebnego szeregów KWP.
Sojczyński rozbudowywał wywiad KWP, którego zadaniem miało być dokumentowanie przestępstw nowych prosowieckich władz oraz funkcjonariuszy sowieckich służb i Armii Czerwonej. Jego informatorzy działali m.in. w Głównym Zarządzie Informacji Wojska Polskiego, wśród milicjantów i ubeków. Dzięki sieci współpracowników początkowo unikał obław i uwalniał aresztowanych partyzantów, a przez pewien czas ukrywał się w mieszkaniu szefa częstochowskiej bezpieki Stanisława Korola. Oddział Sojczyńskiego gromadził informacje nt. informatorów, ruchów wojsk, dezercji i mordów politycznych. „Warszyc” prowadził ożywioną działalność wydawniczą: kolportował ulotki i gazetki, zawierające patriotyczne wiersze, informacje z nasłuchu radiowego i odezwy polityczne.
W dniu 12 sierpnia 1945 kpt. Sojczyński wydał „List otwarty” do pułkownika Jana Mazurkiewicza ps. Radosław, w którym uznał jego apel o wychodzenie z konspiracji za zdradę i apelował o dalszą walkę przeciwko komunistom. Natomiast w dniu 16 sierpnia 1945 wydał rozkaz określający zadania KWP w zakresie walki z przestępczą działalnością władz komunistycznych i ochrony społeczeństwa oraz żołnierzy podziemia niepodległościowego przed terrorem organów bezpieczeństwa. Równocześnie podkreślał, że przynależność do PPR sama w sobie nie może być powodem do piętnowania, przed wydaniem wyroku śmierci każdy posądzony dostawał wezwanie do poprawy, a przestępcze działania musiały być dobrze udokumentowane. Pierwszą osobą, która zginęła z jego rozkazu, był Jakub Cukierman, kierownik sekcji śledczej Powiatowego Urzędu Bezpieczeństwa Publicznego w Radomsku. Zastrzelono go na ulicy w sierpniu 1945 roku. W listopadzie 1945 r. oddział 300 partyzantów przemaszerował przez Radomsko, czemu nie byli w stanie przeciwstawić się miejscowi milicjanci.
Rok później, także w Radomsku, miała miejsce jedna z najgłośniejszych akcji Konspiracyjnego WP. W nocy z 19 na 20 kwietnia 1946 do miasta weszło 167 partyzantów, którymi dowodził Jan Rogulka ps. „Grot”. Celem akcji było uwolnienie więźniów przetrzymywanych w budynku PUBP oraz w budynku miejscowego więzienia PUBP, a także likwidacja członków PPR, na których dowództwo Konspiracyjnego WP wydało wyroki śmierci. Akcja udała się częściowo. Zdobyto miejscowe więzienie PUBP, z którego uwolniono 57 aresztowanych. Nie udało się jednak opanować budynku PUBP, nie zdołano również odnaleźć wszystkich przeznaczonych do likwidacji członków PPR. Po około 2 godzinach od momentu opanowania miasta dowodzący akcją por. „Grot” zarządził odwrót. W czasie odwrotu rozbito trzykrotnie liczniejszy oddział KBW; zginęło 16 żołnierzy KBW, w tym 5 oficerów, a także 8 schwytanych wówczas przez partyzantów żołnierzy sowieckich. Chociaż już wcześniej kapitan Sojczyński był postrachem bezpieki, po tej akcji władza ludowa uznała go za wroga publicznego numer jeden. Nasilające się represje komunistyczne sprawiły, że rozkazem z 28 marca 1946 nakazał zintensyfikowanie działań zbrojnych.

### Aresztowanie, proces, wyrok
Do aresztowania Stanisława Sojczyńskiego doszło 27 czerwca 1946 w Częstochowie. Bezpiece pomógł w tym Henryk Brzóska, który zdradził organizację i rozpoczął współpracę z MBP jako OZI „Żbik”, po tym jak został aresztowany na podstawie zeznań aresztowanego Władysława Janiaka „Wrak”. To on wskazał dom przy ul. Wręczyckiej 11, w którym zakonspirował się „Warszyc”. Wraz z dowódcą ludzie Moczara pojmali też jego sekretarkę, Halinę Pikulską „Ewunię”. W chwili rozbicia w KWP działało dwóch agentów i sześciu informatorów UB.
Następnego dnia MBP zatrzymało adiutanta „Warszyca”, por. Ksawerego Błasiaka „Alberta”, potem szefa wywiadu KWP, Stanisława Żelanowskiego „Nałęcza”. Dzięki przejętym archiwom KWP funkcjonariusze MBP zdołali dotrzeć do komendantów obwodów w Łodzi, Częstochowie, Łasku, Sieradzu i rozbić w dużym stopniu całą organizację. Niedobitki organizacji rozpracował w ciągu kolejnych kilku tygodni Zygmunt Lercel, któremu UB przygotowało dokumenty przedstawiające go jako następcę Sojczyńskiego.
Stanisław Sojczyński wraz z podkomendnymi sądzony był w procesie dowództwa KWP w dniach 9 grudnia – 17 grudnia 1946 przez Wojskowy Sąd Rejonowy w Łodzi. Przewodniczył sędzia płk Bronisław Ochnio, oskarżali prokuratorzy mjr Czesław Łapiński i mjr Kazimierz Graff. Zapadł wyrok śmierci na dowódcę i jego ośmiu najbliższych żołnierzy KWP.
Kpt. S. Sojczyńskiego i jego 5 podwładnych stracono 19 lutego 1947 w Łodzi, na 3 dni przed ogłoszeniem amnestii. Nie wiadomo, gdzie został pochowany.

## Poglądy
Kapitan Stanisław Sojczyński uważał Wolność i Niezawisłość za organizację o poglądach prawicowych, bliskich Obozowi Zjednoczenia Narodowego i reprezentantów przedwrześniowej sanacyjnej władzy, podobnie gen. Władysław Anders prezentował jego zdaniem poglądy bliskie Narodowym Siłom Zbrojnym, których ideologię uważał za bliską faszystowskiej, Stanisława Mikołajczyka krytykował za jego ustępstwa wobec PPR. Uznawał prawo do istnienia PPR w demokratycznej Polsce, lecz sprzeciwiał się jej dyktatorskiej władzy u boku Sowietów i siłowemu przejęciu przez nią władzy. Sojczyński prezentował poglądy demokratyczne bliskie przedwojennym ludowcom i socjalistom, popierał projekty upaństwowienia ciężkiego i średniego przemysłu, wolności słowa, swobody stowarzyszania się, reformy rolnej, budowy społeczeństwa demokratycznego.
W liście do płk. Jana Mazurkiewicza „Radosława” z 12 września 1945 pisał, że Żydów traktuje się jako obywateli pierwszej kategorii, a Polaków, nawet lojalnych wobec nowych władz, dopuszcza się jedynie do stanowisk podrzędnych i dość często traktuje się ich gorzej niż volksdeutschów. Postulował wypłacanie członkom AK i byłym więźniom politycznym z lat okupacji niemieckiej podobnie jak Żydom zasiłków pieniężnych. Domagał się również, aby powracającym Żydom zwracać jedynie majątek będący ich imienną własnością.
W czasie przed referendum w 1946 ostrzegał specjalnymi pismami przewodniczących komisji wyborczych przed uczestnictwem w fałszowaniu wyników głosowania, które miało być według niego jednym z najohydniejszych zamachów w szeregu tych, którymi czerwoni zaprzedańcy chcą narzucić Polsce jarzmo żydokomunistycznego ustroju i następnie podporządkować ją całkowicie Związkowi Sowieckiemu.

## Rodzina
Młodszy brat Stanisława, urodzony w 1924 Józef Sojczyński, ps. Uchwyt, walczył również w szeregach AK. Za dzielność odznaczony został Krzyżem Walecznych. Zginął w 1945 r.

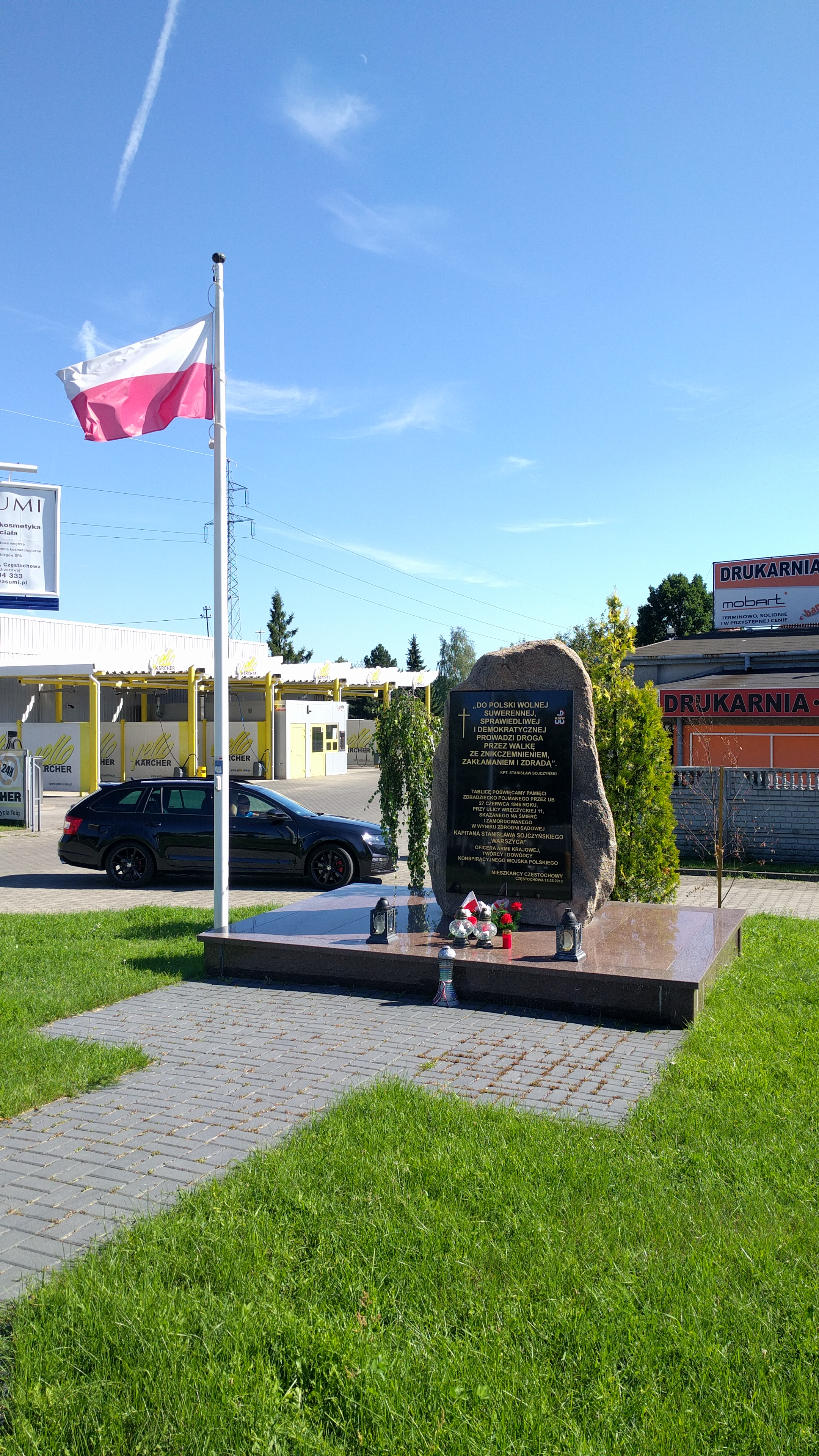
Kamień pamiątkowy w Częstochowie

## Upamiętnienie
14 października 1992 Sąd Wojewódzki w Łodzi uchylił wyrok WSRej. w Łodzi z dnia 17 grudnia 1946, uznając, że Stanisław Sojczyński działał na rzecz niepodległości państwa polskiego.
Imieniem Stanisława Sojczyńskiego nazwano ulice m.in. w Łodzi, w Częstochowie i w Radomsku.
W 1979 Jerzy Passendorfer zrealizował film Akcja Brutus na podstawie powieści Zbigniewa Nienackiego Worek Judaszów. W 2007 Alina Czerniakowska zrealizowała film dokumentalny o Stanisławie Sojczyńskim i Konspiracyjnym Wojsku Polskim zatytułowany Czy warto było tak żyć. Poeta Jan Szelc napisał 28 lutego 2008 wiersz pt. A ty we śnie... (pamięci St. Sojczyńskiego, bohatera AK), wydany w tomiku poezji pt. Łzą żywiczną zalakowane w 2008.
W 2006 roku pośmiertnie został odznaczony Krzyżem Oficerskim Orderu Odrodzenia Polski za wybitne zasługi dla niepodległości Rzeczypospolitej Polskiej, za działalność na rzecz przemian demokratycznych w kraju, za upowszechnianie wiedzy o dziejach Narodu Polskiego.
Postanowieniem Prezydenta RP Lecha Kaczyńskiego z dnia 5 listopada 2009 został pośmiertnie mianowany na stopień wojskowy generała brygady.
8 listopada 2009 odsłonięto pomnik Stanisława Sojczyńskiego w Kamieńsku. Rada Miejska w Radomsku uchwałą z 30 listopada 2009 ogłosiła rok 2010 Rokiem Konspiracyjnego Wojska Polskiego. 17 września 2010 w setną rocznicę urodzin Stanisława Sojczyńskiego odsłonięto obelisk upamiętniający to wydarzenie w Rzejowicach. 26 września 2010 w Radomsku odsłonięto pomnik poświęcony pamięci KWP i Stanisława Sojczyńskiego oraz 230 żołnierzy „Warszyca” poległych i zamordowanych w latach 1945–1955. Budowę pomnika objął patronatem honorowym Prezydent RP Lech Kaczyński. 18 maja 2013 odsłonięto pomnik upamiętniający Stanisława Sojczyńskiego w Częstochowie przy zbiegu ulic Wręczyckiej i Św. Rocha.

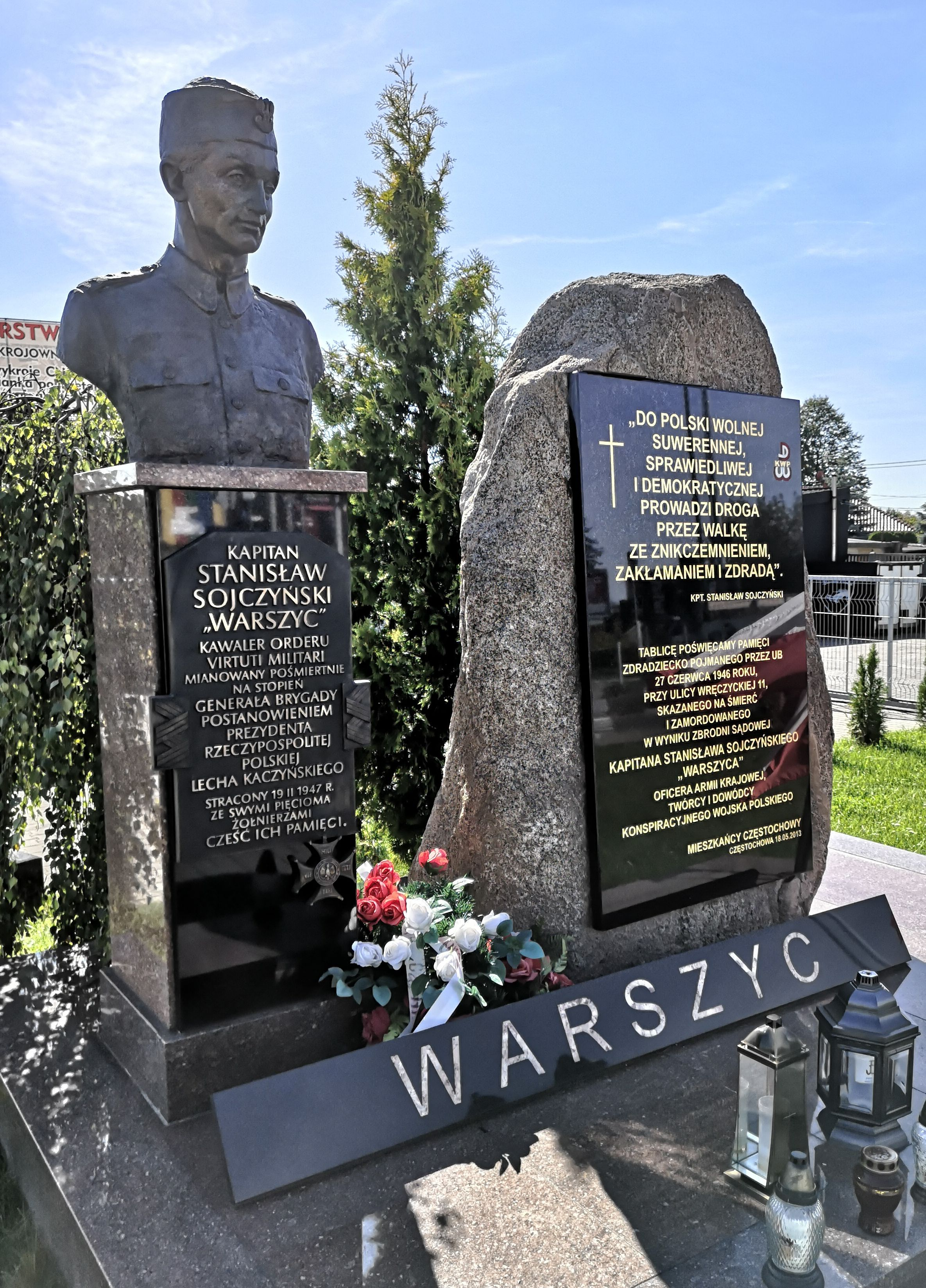
Pomnik Stanisława Sojczyńskiego ps. Warszyc w Częstochowie

Przy ulicy Wręczyckiej 11 w Częstochowie znajdowała się ostatnia siedziba Stanisława Sojczyńskiego. Tam po zdradzie został aresztowany przez MBP.
Tablica ku czci Stanisława Sojczyńskiego jest umieszczona na Szkole Podstawowej w Borze Zajacińskim.
Decyzją Rady Miejskiej w Radomsku z dn. 28 września 2018 r. Stanisławowi Sojczyńskiemu został nadany tytuł Honorowego Obywatela Miasta Radomska. Odsłonięcie portretu nastąpiło 6 listopada 2018 roku podczas Sesji Rady Miejskiej. 
W 2022 r. imieniem Stanisława Sojczyńskiego ps. Warszyc nazwano dworzec kolejowy w Radomsku.
W 2023 r. Narodowy Bank Polski wydał upamiętniającą Sojczyńskiego srebrną monetę kolekcjonerską o nominale 10 złotych należącą do serii „Wyklęci przez komunistów żołnierze niezłomni”.
Stanisław Sojczyński jest patronem 9 Łódzkiej Brygady Obrony Terytorialnej.